# Stora Kopparbergs församling
Stora Kopparbergs församling är en församling i Falu-Nedansiljans kontrakt i Västerås stift. Församlingen ligger i Falu kommun i Dalarnas län och ingår i Falu pastorat.

## Administrativ historik
Församlingen bildades 1357 genom en utbrytning ur Torsångs församling under namnet Kopparbergs församling som namnändrades till det nuvarande den 1 januari 1939. Församlingen var från början en icke-territoriell församling, bestående av de vid Kopparberget verksamma bergfrälsemännen och täktekarlarna. Först efter reformationen blev församlingen en territoriell församling.
Ur församlingen utbröts 1640 Aspeboda församling, omkring 1665 Falu Kristine församling och 1995 Grycksbo församling. Församlingen var från 1 juli 1932 till 1 juli 1991 uppdelad i två kyrkobokföringsdistrikt: (Stora) Kopparbergs kbfd (200902, från 1967 208003) och Grycksbo kbfd (200901, från 1967 208002).
Församlingen utgjorde till 1604 ett eget pastorat för att sedan till senast 1684 vara moderförsamling i pastoratet Kopparberg och Aspeboda. Från 1684 till 1977 ingick församlingen i pastorat med Falu Kristine församling som moderförsamling. Från 1977 till 2007 åter moderförsamling i pastoratet Kopparberg och Aspeboda. Församlingen ingår sedan 2007 i Falu pastorat.
Församlingen benämndes på tidigt 1900-tal även Falu landsförsamling.

## Organister
Lista över organister i Stora Kopparbergs församling.
| Verksam   | Namn                                     | Levnadstid | Övrigt                 |
| --------- | ---------------------------------------- | ---------- | ---------------------- |
| 1604      | Martinus                                 |            |                        |
| 1608–1612 | Hans                                     |            |                        |
| 1617–1623 | Hindrich Abell                           | –1622      |                        |
| 1623–1626 | Hans Hartenbeck den äldre                | –1644      |                        |
| 1626–1666 | Didrich Schreij den äldre                |            |                        |
| 1668–1691 | Didrich Schreij den yngre                | 1630–1691  |                        |
| 1696      | Daniel Husselius                         |            |                        |
| 1699–1739 | Andreas Scarander den äldre              | –1739      |                        |
| 1739–1750 | Olof Hellman                             | 1709–1778  |                        |
| 1750–1752 | Johan Stenwald                           | 1722–1752  |                        |
| 1752–1780 | Carl Hasselgren                          | 1721–1779  |                        |
| 1780–1785 | Johan Hasselgren                         | 1735–1785  |                        |
| 1786–1791 | Johan Söderberg                          | 1754–1791  |                        |
| 1791–1806 | Per Magnus Löfdahl                       | 1768–1721  |                        |
| 1806–1818 | Henric Sundberg                          | 1767–1818  | Även klockare.         |
| 1819–1850 | Anders Klingvall                         | 1786–1850  |                        |
| 1850-1881 | Anders August Lundin                     | 1818-1881  |                        |
| 1881-1882 | Gustaf Hugo Lundin                       | 1851-1882  |                        |
| 1885-1907 | Petrus Blomberg                          | 1841-1907  |                        |
| 1907-1949 | Anders Jobs                              | 1876-1050  |                        |
| 1950-1954 | Sven Vilhelm Thunström                   | 1910-      | Vikarierande organist. |
| 1954-1959 | Gösta Jahn                               | 1895-1980  |                        |
| 1959–1962 | Gunnar Frankmar                          |            |                        |
| 1962–1977 | Bengt Brander                            | 1913–      |                        |
| 1977–1985 | Sven Bjärbo                              |            |                        |
| 1985–1986 | Claes-Gunnar Larsson och Jan-Håkan Åberg |            | Vikarier.              |
| 1986–2016 | Gunnar Enlund                            |            |                        |
| 2016-2017 | Axel Rystedt                             |            |                        |
| 2017-2019 | Minna Heimo                              |            |                        |

## Befolkningsutveckling
| Befolkningsutvecklingen i Stora Kopparbergs församling 2010–2020                                                                                             | Befolkningsutvecklingen i Stora Kopparbergs församling 2010–2020 | Befolkningsutvecklingen i Stora Kopparbergs församling 2010–2020 | Befolkningsutvecklingen i Stora Kopparbergs församling 2010–2020 | Befolkningsutvecklingen i Stora Kopparbergs församling 2010–2020 |
| --- | ---------------------------------------------------------------- | ---------------------------------------------------------------- | ---------------------------------------------------------------- | ---------------------------------------------------------------- |
| |                                                                  |                                                                  |                                                                  |                                                                  |
| År |                                                                  |                                                                  | Folkmängd                                                        |                                                                  |
| 2010 | 2010                                                             |                                                                  | 17 557                                                           |                                                                  |
| 2020 | 2020                                                             |                                                                  | 18 183                                                           |                                                                  |
| Anm: Tabellen inkluderar ej Grycksbo. Källor: Befolkning per församling, Folkmängden per distrikt, landskap, landsdel eller riket efter kön. År 2015 - 2022. |                                                                  |                                                                  |                                                                  |                                                                  |

## Kyrkor
- Stora Kopparbergs kyrka i centrala Falun
- S:ta Annas kapell i Herrhagen i Falun

## Series pastorum
Kyrkoherdar i Kopparbergs församling var
- Herr Gödeke Henriksson, 1414
- Herr Bertil, 1484
- Herr Pål, 1492
- Herr Daniel Jönsson (Svinhufvud), 1500
- Canutus Petri, 1505
- Everhardus Andræ, 1525-1533
- Michael Erici Helsingius, 1533-1577
- Johannes Michaelis Cuprimontanus, 1577-1600
- Laurentius Beronius Helsingius, 1601-1603
- Ericus Olai Anthelius, 1604-1612
- Magister Olaus Erici Lerboensis, 1612-1615
- Magister Jonas Germundi Palma, 1616-1625
- Magister Laurentius Nicolai Blackstadius, 1625-1640
- Magister Petrus Jonæ Helsingius, 1641-1663 (den bekante "mäster Per")
- Magister Johannes Rudbeckius den yngre, 1663-1667
- Johannes Jonæ Arhusius, 1668-1688
- Magister Olaus Jonæ Ekman, 1688-1713
- Magister Eric Björk, 1713-1740
- Doktor Olof Stiernman, 1741-1767
- Doktor Petrus Brunnmark, 1767-1794
- Doktor Isac Mellgren, 1795-1814
- Adolf Ludvig Enebom 1815-1857
- Magister Carl Edmund Wenström 1858-1879
- Doktor Gunnar Widegren 1880-1907
- Gunnar Ekström 1908-1950
- Samuel Palm 1951-63
- Matts Ridderstedt 1964-1975
- Vakant 1975-1977 (tf kyrkoherde Rolf Rudolfsson)
- Ulf Callert 1977-1996
- Esbjörn Eskilsson 1996-2001
- Annica Anderbrant 2002- 2009
- Mats Hulander 2009-2012
- Vakant 2012 (tf kyrkoherde Camilla Nyberg)
- Thorhallur Heimisson 2012-2015
- Vakant 2015-2017 (tf kyrkoherde Susann Senter)
- Christina Eriksson 2017-